# Boris Stienin
Boris Andrianowicz Stienin (ros. Борис Андрианович Стенин; ur. 17 stycznia 1935 w Swierdłowsku, zm. 18 stycznia 2001 w Moskwie) – rosyjski łyżwiarz szybki reprezentujący ZSRR, brązowy medalista olimpijski i złoty medalista mistrzostw świata.

## Kariera
Największe sukcesy w karierze Boris Stienin osiągnął w 1960 roku, kiedy zdobył trzy medale na międzynarodowych imprezach. Najpierw zajął drugie miejsce podczas mistrzostw Europy w Oslo, ulegając tylko Knutowi Johannesenowi z Norwegii. Dwa tygodnie później zwyciężył na mistrzostwach świata w wieloboju w Davos, a następnie zdobył brązowy medal w biegu na 1500 m podczas igrzysk olimpijskich w Squaw Valley. W zawodach tych wyprzedzili go jedynie jego rodak Jewgienij Griszyn oraz Norweg Roald Aas, który ex aequo zajęli pierwsze miejsce. Był to jedyny występ olimpijski Stienina. Ostatni medal wywalczył w 1962 roku, kiedy podczas mistrzostw Europy w Oslo zajął trzecie miejsce za swym rodakiem Robiertem Mierkułowem i Francuzem André Kouprianoffem. W tym samym roku był też czwarty na wielobojowych mistrzostwach świata w Moskwie, przegrywając walkę o medal z Ivarem Nilssonem ze Szwecji. W latach 1960, 1962 i 1963 zwyciężał w wieloboju podczas mistrzostw ZSRR, wygrywając także na dystansie 1500 m w latach 1960, 1962 i 1963 oraz w biegu na 500 m w 1962 roku.
W 1960 roku otrzymał Nagrodę Oscara Mathisena.
Po zakończeniu pracował jako trener w Swierdłowsku. W latach 1966–1970 prowadził reprezentację ZSRR mężczyzn, a w latach 1973–1984 reprezentację kobiet. Od 1984 roku pracował jako wykładowca w Centralnym Instytucie Wykształcenia Fizycznego. Był też członkiem Międzynarodowej Unii Łyżwiarskiej.
Jego żona Walentina Stienina również uprawiała łyżwiarstwo szybkie.